# Wolferkofen
Wolferkofen is een plaats in de Duitse gemeente Oberschneiding, deelstaat Beieren, en telt 150 inwoners (2007).